# Radio FM1
Radio FM1 ist ein Schweizer Radiosender, der 2008 aus der Fusion von Radio Ri und Radio Aktuell entstand. Das Programm wird aus St. Gallen gesendet. Seit 2018 ist CH Media, ein Joint Venture der NZZ-Mediengruppe und der AZ Medien, Inhaber von Radio FM1. CH Media nahm den Betrieb am 1. Oktober 2018 auf. Zuvor gehörte das Radio der NZZ-Mediengruppe.

## Geschichte & Zahlen
Radio FM1 ging am 7. Mai 2008 auf Sendung. Es hat nach eigenen, auf Daten der Auswertung von Mediapulse basierenden Angaben täglich rund 187'000 Hörer (Stand: 1. Semester 2022). Damit ist es seit Jahren eines der meistgehörten Privatradios der Schweiz. Jedoch sind die Hörerzahlen wie bei vielen anderen Radiostationen weiterhin rückläufig.
Über das Radioprogramm hinaus betrieb Radio FM1 das regionale Online-Newsportal FM1Today, das News-, Service- und Unterhaltungsbeiträge für das Sendegebiet publiziert.
Auf den 1. Juli 2018 gab Radio FM1 die Konzession zurück, um «mehr inhaltliche Freiheiten» zu haben und «Potentiale bei der Zusammenarbeit mit anderen Sendern» nutzen zu können.
Im 1. Semester 2020 bestätigte Mediapulse mit den offiziellen Hörerzahlen, dass die FM1-Wachmacher, die meistgehörte Morgenshow im Schweizer Privatradio ist.

## Empfang
FM1 ist über UKW in den Kantonen St. Gallen, Appenzell Innerrhoden, Appenzell Ausserrhoden und in Teilen der Kantone Graubünden, Thurgau, Glarus, Schwyz und Zürich und im ganzen Fürstentum Liechtenstein zu empfangen. Zusätzlich ist FM1 über DAB+ in weiten Teilen der Deutschschweiz empfangbar. Über die Webseite von Radio FM1 kann der Sender auch gestreamt werden. Ausserdem werden auch diverse Musikchannels wie z. B. "FM1 Charts - nur die aktuellen Chart-Hits",  "Goldies" oder "FM1 Hot - die aktuellsten Hits" angeboten.

## Programm
FM1 ist der meistgehörte Schweizer Privatsender zwischen Zürich und Vorarlberg, vom Bodensee bis Caumasee. Mit einem Hot-AC-Format erreicht er die Zielgruppe zwischen 20 und 45 Jahren. FM1 will sich durch viel Musik, unterhaltende Inhalte und hörernahe Aktionen von seinen Mitbewerbern abheben. Das Radio positioniert sich mit seinem Musikclaim «FM1 – Der beste Musikmix» als der Musiksender im Sendegebiet. Ergänzend dazu liefert FM1 News und regionale Wetter- und Verkehrsservices für die Hörer im Osten der Schweiz. Die News kommen seit Frühling 2024 aus dem CH Media Radio News Center in Zürich - zu Randzeiten & am Wochenende auch Serviceinhalte wie Verkehrsmeldungen.

## Sendungen
FM1 sendet werktags von 5 bis 19.30 Uhr ein moderiertes Programm. Die Morgenshow FM1 Wachmacher mit Felix, Morgen-Joe und Katerina war 2020 laut den offiziellen Hörerzahlen von Mediapulse die meistgehörte Morgenshow aller Privatradios der Schweiz. Die FM1-Wachmacher wecken die Hörer im Sendegebiet mit Musik, guter Laune und den wichtigsten Informationen für den Tag. Von 10 bis 15 Uhr läuft die Sendung FM1 bei der Arbeit mit Pamela Zimotti. Ab 15 bis 19.30 Uhr geht es mit dem FM1 Feierabend und Dominik Karrer Richtung Feierabend. Am Samstag sendet FM1 zwischen 7 und 19 Uhr - vormittags läuft "Beni's Win-Weekend. Zwischen 13 und 15 Uhr werden in den FM1-Hörercharts die beliebtesten 30 Songs der Woche gespielt. Sonntags beginnt der moderierte Sendetag um 12 Uhr und endet um 18 Uhr. Die Nachrichten wurden bis Frühling 2024 im Studio in St.Gallen produziert. Seither kommen sie aus den CH Media Radio News Zentren in Zürich und Luzern. Während der unmoderierten Zeiten läuft "Der beste Musikmix - nonstop", ergänzt mit Nachrichten zur vollen Stunde, Wetter und Verkehr. Nachts zwischen ca. 0:30 Uhr und 4 Uhr läuft «Chillout».

## Team

### Redaktoren
| - Christoph Thurnherr - Svenja Graf - Noémie Bont |

Quelle:

### Moderatoren
| - Beni Hofstetter - Noah Hartmann - Carla Brunner - Felix Unholz - Joe Keller - Katerina Mistakidis - Nadja Hüppi - Yves Keller (Comedy) - Pamela Zimotti - Dominik Karrer |

Quelle radiofm1.ch: